# Ropica fuscobiplagia
Ropica fuscobiplagia là một loài bọ cánh cứng trong họ Cerambycidae.